# Влачил, Франтишек
Франтишек Влачил (чеш. František Vláčil; 19 февраля 1924, Чески-Тешин, Чехословакия — 28 января 1999, Прага, Чехия) — чешский кинорежиссёр, лауреат премии «Чешский лев». Один из его фильмов, «Маркета Лазарова» (1967 год), был признан в 1998 году лучшим фильмом в истории чешского кинематографа.

## Биография
Франтишек Влачил родился в 1924 году в Чески-Тешине. Он провёл детство в Северной Моравии, поступил в пражскую Академию искусств, архитектуры и дизайна, но позже перешёл на факультет искусств Университета Масарика, который окончил в 1951 году. Ещё во время учебы Влачил заинтересовался кинопроизводством. Он работал сценаристом на Брненской киностудии, потом перешёл на студию научно-популярных и образовательных фильмов. Там снял четыре короткометражных документальных ленты.
В 1951—1958 годах Влачил служил в армии и работал на студии военного кино. Там он познакомился с кинематографистом Яном Чуржиком, с которым потом сотрудничал на протяжении всей карьеры. Короткометражные фильмы Влачила, снятые на военной студии, были в основном образовательными и пропагандистскими. Первым фильмом стало «Воспоминание» (1953), посвященное памяти Клемента Готвальда. В 1955 году Влачил участвовал в качестве консультанта в создании военного фильма «Танковая бригада». Лучшей его картиной этого периода считаются «Облака из стекла», не связанные ни с армией, ни с политикой; они получили награду на фестивале документальных и короткометражных фильмов в Венеции.
Уволившись из армии, Влачил начал работать в студии «Баррандов». Он дебютировал там с короткометражным фильмом «Погоня», который рассказывает о двух сотрудниках пограничной службы, преследующих вражеского агента; в отличие от обычных произведений этого жанра, в «Погоне» много места занимают пейзажи. В 1960 году вышел первый полнометражный фильм Влачила, «Белая голубка», получивший положительные отзывы и несколько наград. Затем вышел исторический фильм «Западня дьявола», тоже имевший успех. Шесть лет (1961—1967) Влачил работал над исторической драмой «Маркета Лазарова», которая получила высшие оценки критиков и была признана лучшим чешским фильмом всех времен по результатам опроса чешских кинокритиков и публицистов 1998 года. Съёмки стоили огромных денег, и Влачил был вынужден снять на тех же декорациях ещё один исторический фильм, «Обитель пчёл», чтобы сделать проект более доходным.
В эпоху «нормализации» Влачилу не разрешали снимать художественные фильмы, так что ему пришлось покинуть «Баррандов». Он снял несколько короткометражных фильмов, в том числе «Прагу в стиле модерн». В 1976 году ему разрешили снять ещё один полнометражный фильм, это была драма «Дым картофельной ботвы». Через год вышел триллер «Тени знойного лета», получивший «Хрустальный глобус». Совместно со сценаристом Зденеком Малером Влачил создал ещё несколько фильмов, после чего ушёл на пенсию.
После Бархатной революции Влачил получил ряд наград, в том числе Чешского льва за выдающийся вклад в чешское кино, и стал президентом Чешской академии кино и телевидения. Он умер 27 января 1999 года после перелома ноги и двух операций.

## Фильмография
- Белая голубка (Bílá holubice; 1959)
- Западня дьявола (Ďáblova past; 1961)
- Маркета Лазарова (Marketa Lazarová; 1967)
- Обитель пчёл (Údolí včel; 1968)
- Адельгейд (Adelheid; 1970)
- Дым картофельной ботвы (Dým bramborové natě; 1976)
- Тени знойного лета (Stíny horkého léta; 1977)
- Пастушок из долины (Pasáček z doliny; 1983)
- Тень папоротника (Stín kapradiny; 1984)